# Mariana Becker
Mariana Gertum Becker (Porto Alegre, 30 de abril de 1971) é uma repórter e jornalista brasileira.

## Carreira
Mariana ingressou na Faculdade de Comunicação Social da Pontifícia Universidade Católica do Rio Grande do Sul em 1989.
A jornalista trabalhou, durante o curso, no Jornal Vertical, na Rádio Ipanema e na Zero Hora. Formou-se em 1994, no mesmo ano foi contratada pela Rede Globo.
Mariana cobriu o Circuito Mundial de surfe entre 2003 e 2004.
Além de jornalista, Mariana Backer também competiu como navegadora e pilota no rally dos sertões nos anos de 2000, 2002 e 2003 
Becker reside no Principado de Mônaco, na costa sul da França. Ela foi correspondente internacional da Globo e fez a cobertura do circuito de Fórmula 1 de 2008 até o final da temporada de 2020.
Com o fim do contrato da Rede Globo com a Liberty Media, dona dos direitos da Fórmula 1 no ano de 2021, Mariana não teve seu contrato renovado com a emissora e deixou o canal após 27 anos.
Em 6 de fevereiro de 2021, assinou com a Rede Bandeirantes.